# Les Corvées-les-Yys
Les Corvées-les-Yys ist eine französische Gemeinde mit 327 Einwohnern (Stand: 1. Januar 2022) im Département Eure-et-Loir in der Region Centre-Val de Loire; sie gehört zum Arrondissement Nogent-le-Rotrou und zum Kanton Nogent-le-Rotrou. Die Einwohner werden Corvésiens genannt.

## Geographie
Les Corvées-les-Yys liegt etwa 32 Kilometer westsüdwestlich von Chartres. Umgeben wird Les Corvées-les-Yys von den Nachbargemeinden Le Thieulin im Nordwesten und Norden, Saint-Denis-des-Puits im Norden, Marchéville im Osten, Les Châtelliers-Notre-Dame im Osten und Südosten, Nonvilliers-Grandhoux im Süden und Südwesten sowie Champrond-en-Gâtine im Westen und Nordwesten.

## Bevölkerungsentwicklung
| Jahr                       | 1962 | 1968 | 1975 | 1982 | 1990 | 1999 | 2006 | 2020 |
| Einwohner                  | 247  | 245  | 189  | 199  | 195  | 214  | 270  | 319  |
| Quellen: Cassini und INSEE |      |      |      |      |      |      |      |      |

## Sehenswürdigkeiten
- Kirche Saint-Georges im Ortsteil Les Corvées aus dem 12. Jahrhundert, Umbauten aus dem 15. Jahrhundert, seit 2008 Monument historique
- Kirche Saint-Pierre im Ortsteil Les Yys aus dem 12. Jahrhundert, Umbauten aus dem 15. Jahrhundert, seit 2008 Monument historique

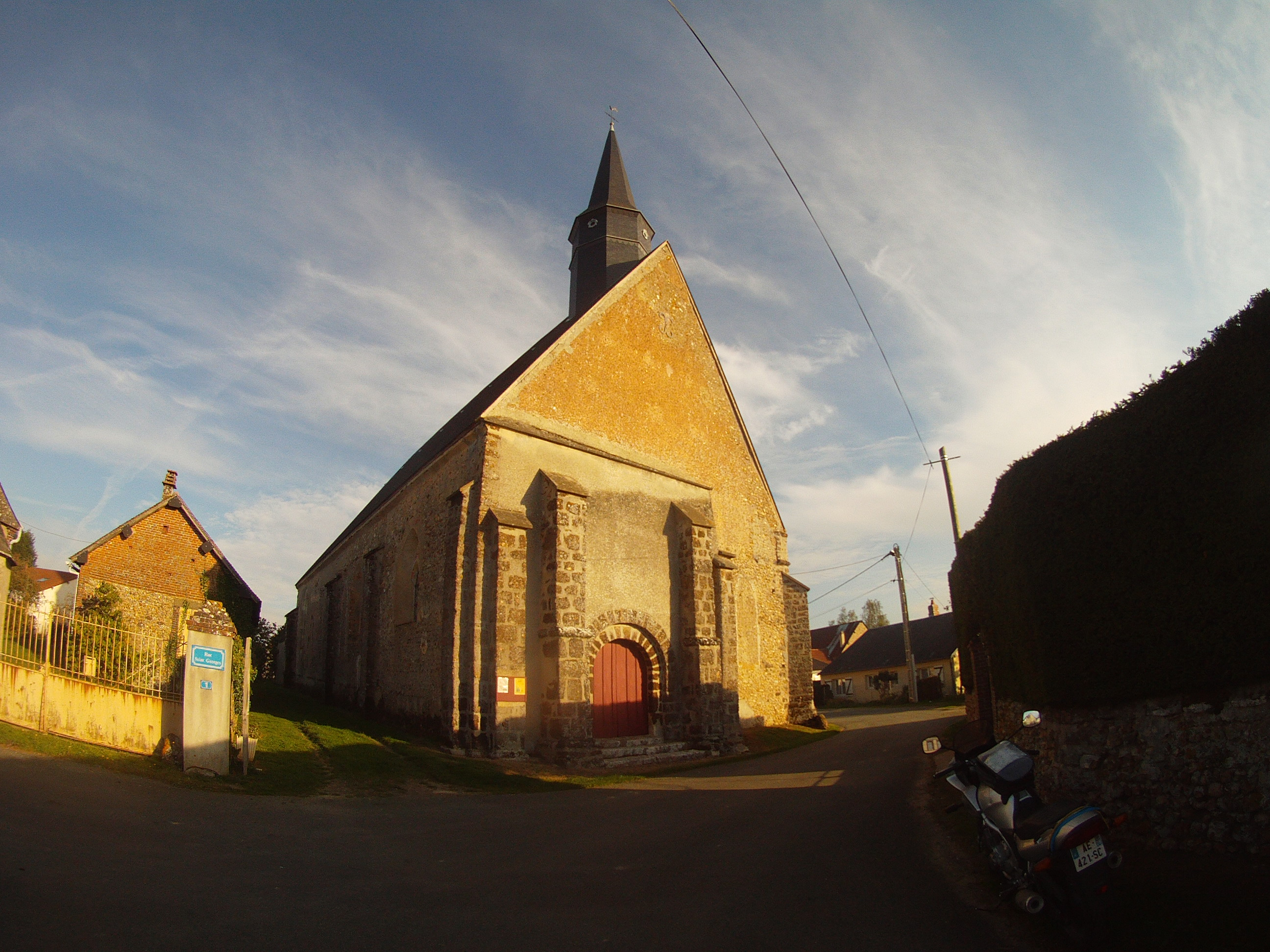
Kirche Saint-Georges
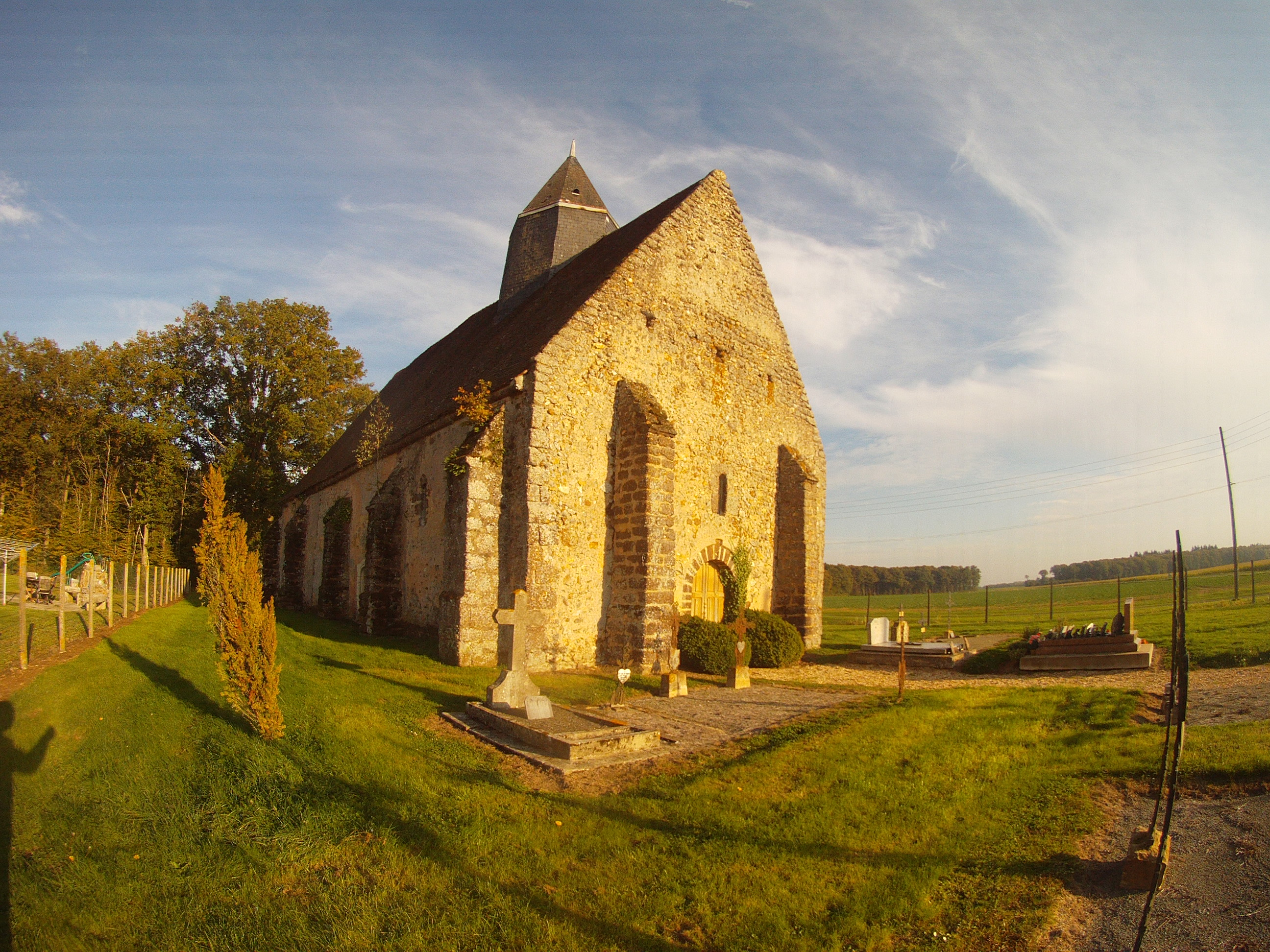
Kirche Saint-Pierre